# Recherche Data Gouv
 (octobre 2024).
Recherche Data Gouv est un écosystème au service du partage et de l'ouverture des données de la recherche inauguré, à Paris, le 8 juillet 2022, par Sylvie Retailleau, ministre de l’Enseignement supérieur et de la Recherche,.

## Contexte
La mise en œuvre de Recherche Data Gouv est inscrite dans le Plan National pour la Science Ouverte 2021-2024,.

## Description
Recherche Data Gouv a été construit par et pour accompagner les équipes de recherche à la gestion, au partage et à l’ouverture des données de recherche.

### Fédération nationale de centres de compétences
Recherche Data Gouv fédère les compétences existantes via un maillage de dispositifs d'accompagnements composé :
- d'ateliers de la donnée au plus proche des équipes de recherche sur le territoire ;
- de centres de références spécialisés selon les thématiques (Pôle National de Données de Biodiversité, PROGEDO, Data Terra, Centre de Données astronomiques de Strasbourg, Institut Français de Bioinformatique et Huma-Num) ;
- de centres de ressources ;
- de centres de référence établissements.

### Plateforme nationale des données de recherche
Recherche Data Gouv est une solution souveraine pour déposer, publier, signaler, découvrir, rendre accessible et réutilisable les données de recherche grâce à un entrepôt national de données de recherche et un catalogue des données publiées sur l'entrepôt lui-même ou sur des entrepôts externes.
Le développement de la plateforme de données de recherche a été confié en 2022 à INRAE, rejoint par 7 autres établissements de recherche : l'université Grenoble-Alpes, l'université de Lorraine, le Centre national de la recherche scientifique, l'université de Lille, l'université de Strasbourg, l'université Paris-Cité et l'université Paris-Nanterre.

## Échelle européenne
La commission européenne retient en juillet 2024 la proposition de projet FIDELIS, auquel Recherche Data Gouv participe. Cette participation ancre la stratégie de Recherche Data Gouv dans l'initiative European Open Science Cloud.

## Code source et licence
Le portail recherche.data.gouv.fr, est une branche sectorielle de data.gouv.fr. Les contenus du portail sont sous licence ouverte 2.0 (Etalab-2.0) et le code source sous licence publique générale GNU GPL version 3.